# 雨飾温泉
雨飾温泉（あまかざりおんせん）は、新潟県糸魚川市梶山（旧国越後国）にある温泉。妙高戸隠連山国立公園区域内にある。自家発電の温泉宿（山小屋）のため、21時には消灯される。消灯後も建物内は常夜灯が点灯しているが、宿泊者は念のため懐中電灯を持参したほうが良い。日帰り入浴も可能。

## 泉質
- ナトリウム - 炭酸水素塩・塩化物泉[1]

## 温泉街
日本秘湯を守る会加盟の「雨飾山荘」だけが営業している一軒宿の秘湯。標高900メートルに位置。温泉街は存在しない。
例年5月13日頃〜11月7日頃だけの営業。期間外は閉鎖される。日本百名山の一つ雨飾山への登山基地でもある。
雨飾山荘は豪雪に耐えるためブナの巨木と4寸角の垂木で出来た木造建築で、建物正面を見て左端の三角屋根が内湯、右側が宿泊棟となっている。山小屋であるため、部屋にテレビがなかったり、食事が豪華ではないなどの点を理解して宿泊する必要がある。しかし、海が近い事から、海や山の幸を使った料理を提供してくれる。特に糸魚川根知地区の名産品である「おててこ米」は人気。味が忘れられずお土産に持って帰る人もいる。山小屋ではあるが、混雑期以外は個室としてくれる。しかし、混雑時は相部屋となり、かなり混雑する時もある。雨飾温泉には内湯と露天風呂「都忘れの湯」がある。

## 歴史
宝暦五年(1756)、梶山から1kmほどの所で温泉を始めるために宣伝することを糸魚川藩役所へ願い出されたのが始まりだが、ぬるかった。
文政元年(1818)に梶山から4kmほど山奥の所で新たに梶山新湯が開発された。
その後、「梶山温泉」を経て現在の「雨飾温泉」と名乗るようになる。
館内には1882年（明治15年）の効能書きが掲示されている。
1976年に北アルプス穂高岳の山小屋、涸沢ヒュッテの姉妹館になる。
車道が、雨飾温泉まで到達したのは1999年のことである。それまでは徒歩客だけに許された温泉だった。

## アクセス
- JR大糸線 根知駅より南東へ約12 km
  - 同駅および糸魚川駅から温泉まで乗合タクシーが登山シーズンの休日に運行される[4]。
  - 根知駅から車だと20分ほど。山歩きに不慣れな場合は、自家用車かタクシー利用が無難。タクシーは糸魚川駅には待機しているが、根知駅には待機していないため、根知駅からの利用希望の際は予約が必要。温泉手前の駐車場から徒歩5分。なお、以前は人や荷物を下ろすだけなら宿のすぐ近くまで自動車で行けたが、現在は駐車場の横にゲートが作られたため、一般車やタクシーは駐車場までの通行となる。
- 糸魚川バス（頸城自動車グループ）「05 根知線」山口バス停[5]から徒歩150分（バスは糸魚川駅・頸城大野駅・根知駅から利用できる）。

## 周辺
近くには洞窟風呂を楽しめる野湯「梶山元湯」があり、ツアーが開催されている。